# Ronde van Frankrijk 2019/Zeventiende etappe
De zeventiende etappe van de Ronde van Frankrijk 2019 werd verreden op 24 juli in een etappe van Pont du Gard naar Gap over 200 kilometer. 
| Pont du Gard – Gap (200 km) |                     |                       |          |
| Plaats                      | Naam                | Ploeg                 | Tijd     |
| 1                           | Matteo Trentin      | Mitchelton-Scott      | 4u21'36" |
| 2                           | Kasper Asgreen      | Deceuninck–Quick-Step | + 37"    |
| 3                           | Greg Van Avermaet   | CCC Team              | + 41"    |
| 4                           | Bauke Mollema       | Trek-Segafredo        | z.t.     |
| 5                           | Dylan Teuns         | Bahrain-Merida        | z.t.     |
| 6                           | Gorka Izagirre      | Astana Pro Team       | z.t.     |
| 7                           | Daniel Oss          | BORA-hansgrohe        | + 44"    |
| 8                           | Pierre-Luc Périchon | Cofidis               | + 50"    |
| 9                           | Toms Skujiņš        | Trek-Segafredo        | z.t.     |
| 10                          | Jesús Herrada       | Cofidis               | + 55"    |

| Algemeen klassement |                    |                       |           |
| Plaats              | Naam               | Ploeg                 | Tijd      |
| 1                   | Julian Alaphilippe | Deceuninck–Quick-Step | 39u39'16" |
| 2                   | Geraint Thomas     | Team INEOS            | + 1'35"   |
| 3                   | Steven Kruijswijk  | Team Jumbo-Visma      | + 1'47"   |
| 4                   | Thibaut Pinot      | Groupama-FDJ          | + 1'50"   |
| 5                   | Egan Bernal        | Team INEOS            | + 2'02"   |
| 6                   | Emanuel Buchmann   | BORA-hansgrohe        | + 2'14"   |
| 7                   | Mikel Landa        | Movistar Team         | + 4'54"   |
| 8                   | Alejandro Valverde | Movistar Team         | + 5'00"   |
| 9                   | Rigoberto Urán     | EF Education First    | + 5'33    |
| 10                  | Richie Porte       | Trek-Segafredo        | + 6'30"   |
|                     |                    |                       |           |
| 13                  | Xandro Meurisse    | Wanty-Gobert          | + 11'08"  |

1e etappe ·
2e etappe ·
3e etappe ·
4e etappe ·
5e etappe ·
6e etappe ·
7e etappe ·
8e etappe ·
9e etappe ·
10e etappe ·
11e etappe ·
12e etappe ·
13e etappe ·
14e etappe ·
15e etappe ·
16e etappe ·
17e etappe ·
18e etappe ·
19e etappe ·
20e etappe ·
21e etappe
Startlijst · Eindstanden · Afbeeldingen